# Reichswollverwertung

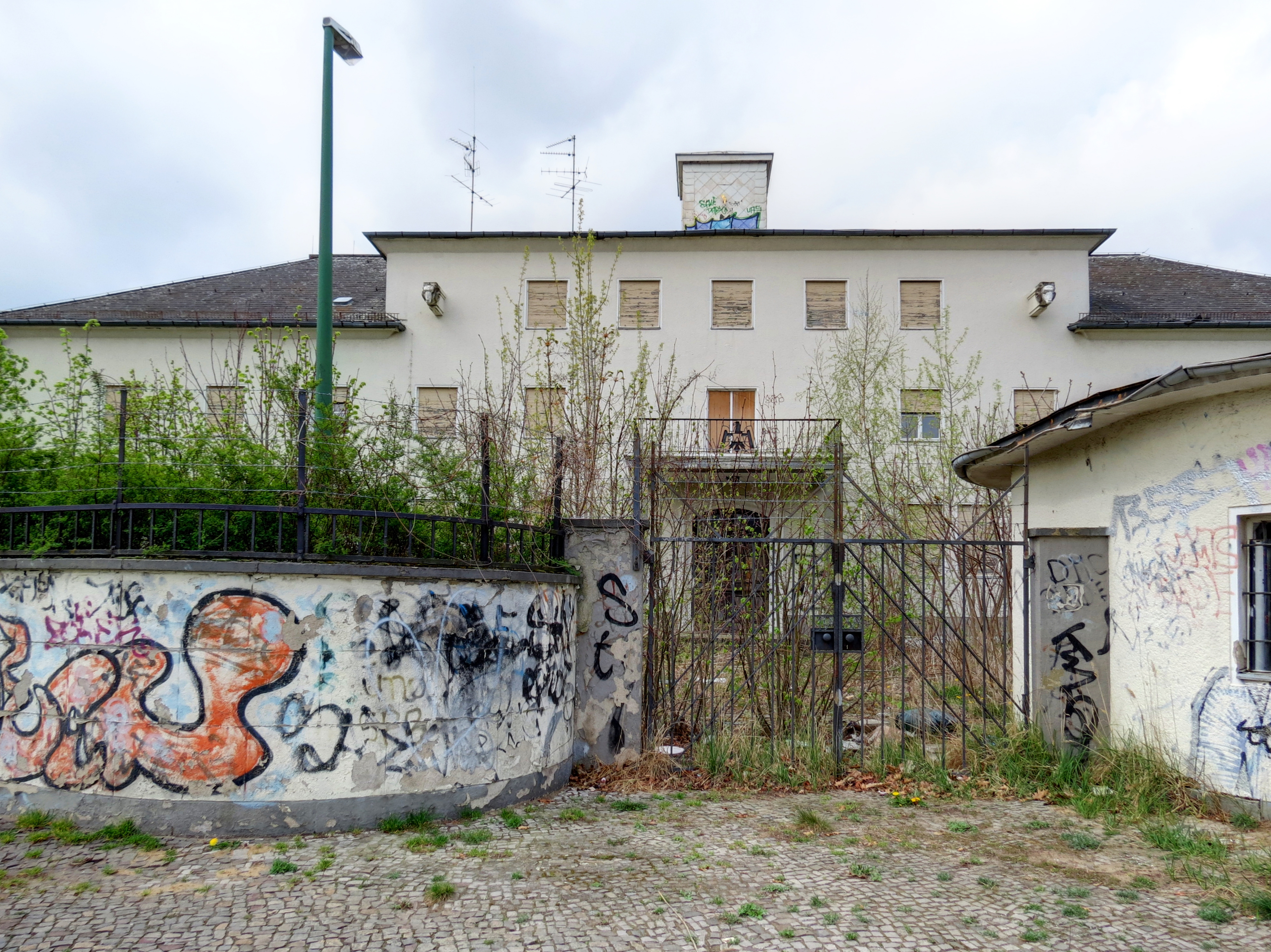
Ehemaliges Verwaltungsgebäude der Reichswollverwertung GmbH

Die Reichswollverwertung GmbH hatte von 1938 bis 1945 ihren Sitz in der Goltzstraße in Berlin-Spandau. Sie diente als zentrale Annahmestelle für alle im Deutschen Reich anfallende Angorawolle.

## Geschichte
Ein Gebäudekomplex bestehend aus einem Verwaltungsgebäude in der Goltzstraße, zwei großen Lagerhallen (mit Gleisanschluss) und einem Seitentrakt an der Mertensstraße wurde 1938 auf einem 4,5 Hektar umfassenden Gelände im Spandauer Ortsteil Hakenfelde erbaut.
Die Lagerhallen und das Gelände wurden nach dem Krieg vom britischen Militär genutzt (Haig Barracks). Seit 1994 lag es brach. Die Hallen wurden im Rahmen des Bauprojekts Pepitahöfe (Planungsbeginn 2013) abgerissen. Das Verwaltungsgebäude steht heute (2023) noch und ist erkennbar an den beiden Schafsköpfen an der Fassade.